# Richeville
Richeville ist eine französische Gemeinde mit 266 Einwohnern (Stand: 1. Januar 2022) im Département Eure in der Region Normandie (vor 2016 Haute-Normandie). Sie gehört zum Arrondissement Les Andelys und zum Kanton Gisors. Die Einwohner werden Richevillois genannt.
Zur Gemeinde gehört seit 1843 die Ortschaft Flumesnil.

## Geographie
Richeville liegt etwa 60 Kilometer ostsüdöstlich von Rouen. Umgeben wird Richeville von den Nachbargemeinden Hacqueville im Norden und Nordosten, Sainte-Marie-de-Vatimesnil im Nordosten und Osten, Mouflaines im Südosten und Süden, Harquency im Süden und Westen sowie Suzay im Westen und Nordwesten.

## Bevölkerungsentwicklung
| Jahr                       | 1962 | 1968 | 1975 | 1982 | 1990 | 1999 | 2006 | 2019 |
| Einwohner                  | 161  | 165  | 145  | 137  | 215  | 263  | 275  | 267  |
| Quellen: Cassini und INSEE |      |      |      |      |      |      |      |      |

## Sehenswürdigkeiten
- Kirche Saint-Pierre in Flumesnil, 1812 zerstört
- Kirche Saint-Eustache, Monument historique